# 卢河畔希塞
卢河畔希塞（法語：Chissey-sur-Loue，法語發音：[ʃisɛ syʁ lu]）是法国汝拉省的一个市镇，属于多勒区。

## 地理
卢河畔希塞（47°1'16"N, 5°43'15"E）面积38.56 平方千米，位于法国勃艮第-弗朗什-孔泰大區汝拉省，该省份为法国东部内陆省份，北起上索恩省，西北接科多尔省，西临索恩-卢瓦尔省，南至安省，东与杜省和瑞士接壤。
与卢河畔希塞接壤的市镇（或旧市镇、城区）包括：阿尔克和瑟南、富尔、列勒、尚布莱、沙特莱、库尔特方丹、埃克勒、弗赖桑、热尔米涅、普吕蒙、维莱法莱。

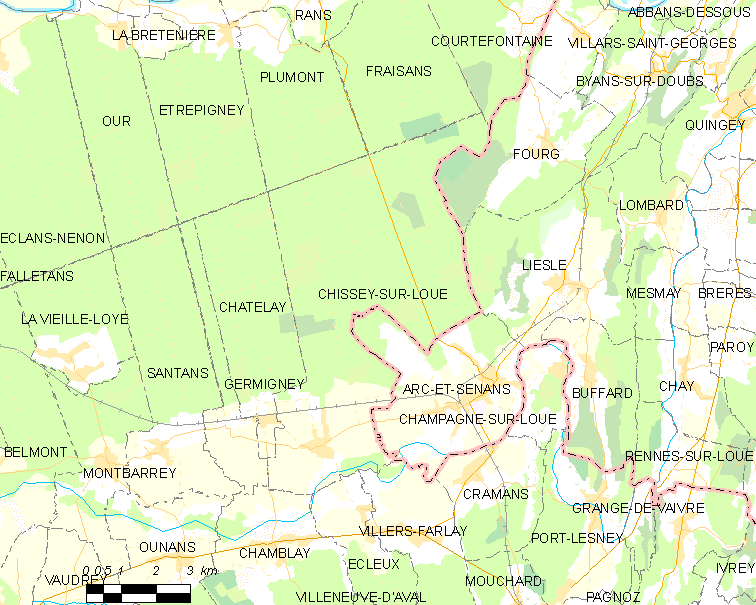
卢河畔希塞的OSM定位图

卢河畔希塞的时区为UTC+01:00、UTC+02:00（夏令时）。

## 行政
卢河畔希塞的邮政编码为39380，INSEE市镇编码为39149。

## 政治
卢河畔希塞所属的省级选区为蒙苏沃德雷县。

## 人口

1962-2008年间卢河畔希塞人口变化图示

卢河畔希塞于2022年1月1日时的人口数量为322人。